# Entoloma violaceozonatum
Entoloma violaceozonatum är en svampart som tillhör divisionen basidiesvampar, och som beskrevs av Machiel Evert ("Chiel") Noordeloos och Liiv. Entoloma violaceozonatum ingår i släktet Entoloma, och familjen Entolomataceae. Arten är reproducerande i Sverige.